# Goniagnathus quadripinnatus
Goniagnathus quadripinnatus är en insektsart som beskrevs av Dash och Chandrasekhara A. Viraktamath 2001. Goniagnathus quadripinnatus ingår i släktet Goniagnathus och familjen dvärgstritar. Inga underarter finns listade i Catalogue of Life.